# Non ti scordar mai di me
Non ti scordar mai di me è un singolo scritto da Roberto Casalino, composto da Tiziano Ferro assieme allo stesso Casalino, ed interpretato dalla cantante italiana Giusy Ferreri, il primo estratto dall'omonimo EP.

## Descrizione
Il brano, presentato durante la prima edizione del talent show X Factor, è stato reso disponibile sia su CD singolo che in download digitale dal 30 maggio 2008. Il 27 giugno successivo è stato pubblicato l'EP omonimo, che contiene questo brano insieme ad altri 5 brani.
Il brano ha avuto grande successo nel circuito radiofonico italiano: secondo l'agenzia Nielsen Music Control, deputata alla supervisione della diffusione musicale via radio, Non ti scordar mai di me ha raggiunto il primo posto della classifica di ascolto. Inoltre è considerato uno dei tormentoni estivi dell'estate 2008.
È stata evidenziata la notevole somiglianza del brano con Coming Home del gruppo statunitense Alter Bridge e con Back to Black della britannica Amy Winehouse. e con il brano Del Rio's Song dei Blue Oyster Cult
Il compositore della canzone, Tiziano Ferro, ha interpretato la canzone nel suo tour estivo del 2009.
Tiziano Ferro ha inserito la canzone, da lui composta, nell'album dal vivo Alla mia età Live in Rome del 2009. Non ti scordar mai di me è stato reinterpretato a Cipro da Liza, riscuotendo un buon successo.
Il brano viene inserito nella compilation Maschi contro femmine - Femmine contro maschi e in All Time Hits - 2008/09.

## Video musicale
Il videoclip di Non ti scordar mai di me è stato diretto da Cosimo Alemà, ed entrato nella programmazione dei canali tematici a partire dal 30 giugno 2008, e mostra la cantante palermitana interpretare il brano seduta sull'angolo di un letto. A queste sequenze ne vengono alternate altre, nelle quali viene raccontata la storia principale del video.
In queste sequenze la Ferreri è mostrata intenta nei meticolosi preparativi di quella che, presumibilmente, deve essere una cena romantica a casa. Sullo schermo di tanto in tanto viene mostrato l'orario in cui si svolge l'azione. Alle 19:25 la Ferreri viene mostrata in cucina mentre  prepara la cena, alle 19:27 entra in doccia, alle 19:35 sceglie l'abito da indossare, alle 20:01 si  trucca, alle 20:18 sceglie un disco da mettere, alle 20:33 sistema i bicchieri ed i piatti sulla tavola già apparecchiata, ma alle 21:02 l'ospite ancora non si è presentato, alle 21:17 gli telefona ma invano, alle 21:47 sparecchia la tavola, ma nel frattempo qualcuno bussa alla porta, e credendo sia lui si precipita ad aprire, ma in realtà è solo la vicina di casa, venuta a chiedere qualcosa, alle 22:55  Giusy è seduta sul divano mentre mangia e guarda un film d'amore alla TV. Il video prosegue mostrando la spazientita Ferreri che aspetta fino a mezzanotte, per poi "lasciarsi andare" e mangiare avidamente da sola la cena preparata, alle 00:40 mette un disco e inizia a ballare, finché alle 02:16 telefona a qualcuno che poco dopo busserà alla sua porta, tuttavia non si tratta dell'uomo tanto atteso, ma di un'amica. Il video è stato registrato in un hotel in provincia di Napoli.

## Tracce
CD, download digitale
1. Non ti scordar mai di me – 3:31 (testo: Roberto Casalino – musica: Tiziano Ferro, Roberto Casalino)
2. Nunca te olvides de mí – 3:27 (testo: Roberto Casalino – musica: Tiziano Ferro, Roberto Casalino) – adattamento in spagnolo

## Accoglienza
Il singolo ha debuttato nella Top Singoli alla seconda posizione il 5 giugno 2008 , contemporaneamente a Remedios, anch'esso nell'esecuzione di Giusy Ferreri, entrato altresì in settima posizione. La settimana seguente Non ti scordar mai di me è arrivato alla prima posizione, per poi scendere nuovamente alla seconda la settimana seguente, sorpassato da Cry dei Novecento. Il 4 luglio successivo è tornato al primo posto, rimanendovi per undici settimane consecutive e stabilendo il record storico per la maggiore permanenza al numero uno nella classifica italiana. Si tratta del secondo singolo più scaricato nel 2008 in Italia, con oltre 286.000 scaricamenti legali, dietro A te di Jovanotti ma davanti Novembre della stessa Giusy Ferreri.
È stato frequentemente trasmesso in radio, raggiungendo la posizione numero 1 dell'airplay.

## Premi
- Il singolo ha vinto il Premio limone d'oro durante la trasmissione di Radionorba Battiti Live il 20 luglio 2014. Il premio è stato consegnato da Maddalena Corvaglia.

## Parodia
Non ti scordar mai di me è stata oggetto di una cover parodia da parte del comico Checco Zalone, il quale, nella puntata del 13 ottobre 2008 di Zelig ha scherzosamente risposto al testo del brano di Giusy Ferreri, fingendo di essere un cassiere della Crai, destinatario del testo del brano.

## Classifiche
| Classifica (2008-2009) | Posizione massima |
| ---------------------- | ----------------- |
| Belgio (Vallonia)      | 54                |
| Europa                 | 74                |
| Grecia                 | 1                 |
| Italia                 | 1                 |
| Svizzera               | 26                |

### Classifiche di fine anno
| Classifica (2008) | Posizione |
| ----------------- | --------- |
| Italia            | 2         |